# József Kardos
József Kardos (Nagybátony, 29 marzo 1960 – 28 luglio 2022) è stato un calciatore ungherese, di ruolo centrocampista.

## Palmarès

### Club

#### Competizioni nazionali
- Coppa d'Ungheria: 3

Újpesti Dózsa: 1981-1982, 1982-1983, 1986-1987